# Маскат Классик 2024
2-й выпуск  Маскат Классик — шоссейной однодневной велогонки по дорогам Омана. Гонка прошла 9 февраля 2024 года в рамках Азиатского тура UCI 2024. Победу одержал новозеландский велогонщик Финн Фишер-Блэк.

## Участники
| UCI WorldTeams (9)- Arkéa-B&B Hotels - Soudal Quick-Step - UAE Team Emirates - Intermarché-Wanty - Team Jayco AlUla - Team dsm-firmenich PostNL - Bora-Hansgrohe - Cofidis - Astana Qazaqstan Team UCI ProTeams (4)- Lotto Dstny - Equipo Kern Pharma - Uno-X Mobility - Burgos-BH UCI Continental Teams (3)- JCL Team Ukyo - Terengganu Cycling Team - Roojai Insurance |
| |

## Маршрут
Маршрут гонки составил 174,3 км от Аль-Муй-Маската до Аль-Бустана.

## Ход гонки
Финн Фишер-Блэк начал свою атаку на последних 350 метрах короткого, но тяжёлого восхождения на Альто-дель-Джисса. Никто не смог добраться до его колеса, несмотря на усилия гонщика Jayco, что позволило ему справиться с быстрым 4-километровым спуском, который привел его к финишу, с отрывом в 20 секунд.

## Результаты
| \| Генеральная классификация \| Генеральная классификация \| Генеральная классификация \| Генеральная классификация \| Генеральная классификация \| \| Гонщик \| Гонщик \| Команда \| Время \| \| \| ------------------------- \| ------------------------- \| ------------------------- \| ------------------------- \| ------------------------- \| \| 1-й \| Финн Фишер-Блэк \| UAE Team Emirates \| 4ч 27' 43 \| \| \| 2-й \| Люк Ламперти \| Soudal Quick-Step \| + 4 \| \| \| 3-й \| Амори Капьё \| Arkéa-B&B Hotels \| + 4 \| \| |                 |                   |           |
| |                 |                   |           |
| Источник: ProCyclingStats |                 |                   |           |
| Генеральная классификация |                 |                   |           |
| Гонщик | Гонщик          | Команда           | Время     |
| 1-й | Финн Фишер-Блэк | UAE Team Emirates | 4ч 27' 43 |
| 2-й | Люк Ламперти    | Soudal Quick-Step | + 4       |
| 3-й | Амори Капьё     | Arkéa-B&B Hotels  | + 4       |